# Tarkhundaradu
Tarkhundaradu a fost rege în regiunea Arzawa. A purtat corespondență cu faraonul Egiptului Amenofis al III-lea (1417 - 1379 î.e.n.).